# تامپوناد قلبی
تامپوناد قلبی (به انگلیسی:Cardiac tamponade) یا سوراخ شدگی برون‌شامه، نام پزشکی یکی از مشکلاتی است که برای قلب می‌تواند پیش بیاید.
این مشکل در نتیجه تجمع مایع در برون‌شامه قلب (پریکارد) همراه با افزایش فشار در برون‌شامه تا حدی که عملکرد قلب مختل شود پیش می‌آید.
تامپوناد قلبی یک وضعیت «تنگنا آور زیستی» است که ناشی از تحت فشار قرار گرفتن قلب به صورت آهسته یا سریع توسط خون، چرک، گاز و مایع تجمع‌یافته در فضای پریکارد ایجاد می‌شود. این حالت باعث کاهش جریان ورودی به قلب، کاهش حجم ضربه‌ای و در کل باعث اختلال در پویایی خون (اختلال همودینامیک) در بدن می‌شود بنابراین یکی از دلایل آسیستول (بدون نبض یا خط صاف در نوار قلب) می‌باشد.

## علت‌های افزایش مایع برون‌شامه
- پریکاردیت حاد[۱]
- تومور
- نارسایی مزمن کلیه (اورمی)
- کم‌کاری غده تیروئید (هیپوتیروئیدی)[۱]
- سوانح (تروما)
- جراحی قلب[۱]
- سایر علت‌های التهابی و غیر التهابی

## نشانه‌ها
1. تنگی نفس (شایعترین نشانه)
2. درد قفسه سینه (آنژین صدری) که با خوابیدن به پشت بدتر می‌شود.
3. سرفه، دیسفاژی (دُشواری در بلع) و خشونت صدا و سکسکه به علت فشار بر اعصاب.
4. گیجی و بی‌قراری به علت کم‌اکسیژنی در بافت‌ها (هیپوکسی).
5. ضعف و خستگی به علت کاهش برون‌ده قلب
6. تپش قلب
7. تهوع و استفراغ به علت اختلال عصب واگ[۳]

## تست‌های تشخیصی
- نوار قلبی و عکس ساده قفسه سینه به عنوان تست‌های اولیه درخواست می‌شود ولی تغییرات موجود در آن‌ها غیر اختصاصی است.
- گرفتن اکوکاردیوگرافی به روش دوبعدی حساسترین و اختصاصی‌ترین تست تشخیصی است.[۳]

## درمان
1. اقدامات حمایتی اولیه شامل مجموعه اقداماتی است که باعث ثابت نگه داشتن فشار خون می‌شود و عبارتند از:

- مصرف داروهای ادرارآور مثل فوروزماید و اسپیرونولاکتون.
- تزریق افزایش دهنده‌های حجم خون مثل نرمال سالین یا پلاسما.
- اکسیژن
- تزریق داروهای وازواکتیو مثل دوپامین و ایزوپروترنول[۳]

1. درمان قطعی پریکاردیوسنتز از راه پوست است. این درمان به عنوان یک تست تشخیصی نیز می‌تواند به کار رود. در این روش با استفاده از سوزن‌های مخصوص مقداری از مایع تجمع یافته در اطراف قلب را خارج کرده و بدین صورت فشار از روی قلب برداشته می‌شود.[۳]